# Capela de Santa Luzia (Póvoa)
A capela de Santa Luzia é uma capela dedicada a Santa Luzia, localizada na aldeia da Póvoa, freguesia de Ribeira de Pena (Salvador) e Santo Aleixo de Além-Tâmega, no município de Ribeira de Pena, no distrito de Vila Real. Fica situada nas imediações da Necrópole da Póvoa.